# قباراوية
القباراوية (الاسم العلمي: Cappareae) هي قبيلة من النباتات تتبع الفصيلة القبارية من رتبة الكرنبيات.

## أجناس القباراوية
- القبار وهو الجنس النمطي أو النموذجي لهذه القبيلة النباتية
- الكراتيفة
- الريتشية
- الCapparidastrum
- الNeocalyptrocalyx
- الSteriphoma